# Bjendžong
Bjendžong (kitajsko 編鐘) je starodavno kitajsko glasbilo, sestavljeno iz niza bronastih zvonov, na katere se igra melodično. Kitajska je bila  prva država, ki je izdelala in uporabljala zvonove kot glasbilo. Nekakaj najdenih zvonov je starih 2000 do 3600 let. Zvonovi so bili obešeni na lesen okvir. Nanje se je udarjalo z lesenim kladivom ali palico. Na istem zvonu se je lahko igralo dva tona. Bjendžong in bjenčing, podobno glasbilo s kamnitimi zvonovi, sta bili pomembni glasbili v starodavni kitajski obredni in dvorni glasbi. 
Med dinastijo Song je bilo na korejski dvor uvoženih več bjendžongov. Glasbilo, ki se v korejščini imenuje pjeondžong, je postalo pomemben del korejske obredne in dvorne glasbe in je še vedno v rabi. V Vietnamu so glasbilo imenovali biên čung in ga uporabljali pri obredih na dvoru v Huếju. V japonščini se glasbilo imenuje henšō. 

## Zgodovina
Najstarejši zvonovi brez klap na Kitajskem segajo v leto 2100 pr. n. št. Urejanje zvonov džong v bjendžong (dobesedno urejeni zvonovi) se je razvilo v dinastiji Džov (1046–256 pr. n. št.). Bjendžong iz tistega časa je imel 13 do 64 zvončkov, ki so proizvajali po dva tona. Obešeni so bili navpično ali poševno na lesen okvir. V starodavni Kitajski je bil bjendžong za ljudi iz višjih družbenih razredov simbol moči in bogastva. V kompletu zvonov iz tega časa je bil največji visok 153,4 centimetra in tehtal 203,6 kilograma. Najmanjši je bil visok 20,4 centimetra in tehtal 2,4 kilograma.
Glasbilo se je zelo spremenilo v dinastijah Čin in Tang (221 pr. n. št. – 907 pr. n. št.). Bjendžong se je v tem obdobju zmanjšal in štel 14, 16 ali 24 zvonov. Zaradi drugačne oblike zvona je vsak zvon proizvedel samo en ton. Zvonovi so bili uglašeni na sedemtonsko lestvico oziroma na dvanajst poltonov.
Glasbeniki so do konca dinastije Song (960–1279 n. št.) standardizirali bjendžong in samo izvajanje glasbe. Tipična glasbila iz tega obdobja so imela 16 zvonov, obešenih navpično v dveh nivojih na lesenem okvirju. Od dinastije Čing (1644–1911 n. š.) do današnjih dni je ta konstrukcija bjendžonga ostala standardna.  Po odkritju bjendžonga iz dinastije Džov leta 1978 je prišlo do revitalizacije te oblike glasbila. Sodobni zgodovinsko uprizoritveni ansambli, kot je Hubei Song and Dance Ensemble, nastopajo na nacionalni in mednarodni ravni od 80. let 20. stoletja na rekonstrukcijah bjendžonga  iz dinastije Džov.
V sodobnem času se na konfucijanskih obrednih praznovanjih v Koreji še vedno uporablja bjendžong. Njegova vloga je, da vodi orkester (podvoji melodijo pihal in godal), medtem ko večji zvonovi poudarjajo stavke himne.

## Opis
Bjendžong je bil sestavljen iz starodavne kategorije zvonov, ki so jih Kitajci imenovali džong. Vzdolžni presek zvona ima obliko lista z vbočenim ustjem oziroma spodnjim robom in se rahlo širi od zgoraj navzdol. Način obešanja zvonov na lesen okvir je bil različen, pokončen ali poševen. Vsi zvonovi so imeli enako debelino stene, se pravi da je višino tona določala njihova velikost.
Zvonovi so bili na splošno visoki 15–40 centimetrov, obstajali pa so tudi manjši, najmanjši okoli 9 centimetrov, in večji, največji visok celo 153 centimetrov. Posamezni zvonovi so bili običajno bogato okrašeni z dvignjenimi pravokotnimi rebri, ponavljajočimi se kremplji ali rogovi ali izboklinami v grozdih, običajno po štiri v grozdu.

## Arheologija
Med najpomembnejšimi odkritimi bjendžongi je celoten ceremonialni komplet 65 zvonov džong, najden med izkopavanji v grobnici markiza Jija, ki je umrl okoli leta 430 pr. n. št.  Glasbilo je trenutno na ogled v provincialnem muzeju Hubeija v Vuhanu na Kitajskem. Od leta 1978, ko je bilo odkrito, se je na njem muziciralo samo trikrat, nazadnje za slovesnost ob ponovni združitvi Hongkonga s Kitajsko leta 1997. Bjendžong markiza Jija ima obseg pet oktav in je v srednjih treh oktavah popolnoma kromatičen.
Leta 1992 je Ma Čengjuan, direktor šanghajskega muzeja, kupil 3000 let star Jin Hou Sujev bjendžong na trgu starin v Hongkongu. Zvonovi so bili izropani iz grobnic vladarjev države Džin in pretihotapljeni iz Kitajske. Jin Hou Sujev bjendžong je kitajska vlada uvrstila med 64 nacionalnih zakladov, ki jih je prepovedano razstavljati v tujini.
Na  zvonovih so običajno napisi, ki znanstvenikom služijo za preučevanje starodavnih kitajskih besedil in pisave.  
- Bjendžong markiza Jija, razstavljen v Muzeju province Hubei
- Zvonovi bjendžonga markiza Jija
- Bronast džong iz obdobja pomladi in jeseni, izkopan leta 1978 v vasi Taigongmiao, Šaanši
- Džin Hou Sujev bjendžong v Muzeju Šanghaja
- Korejski pjeondžong  – konfucijanski obred v svetišču Munmjo